# Atractylis arbuscula
Atractylis arbuscula là một loài thực vật có hoa trong họ Cúc. Loài này được Svent. & Michaelis mô tả khoa học đầu tiên năm 1969.